# كسر حجمي

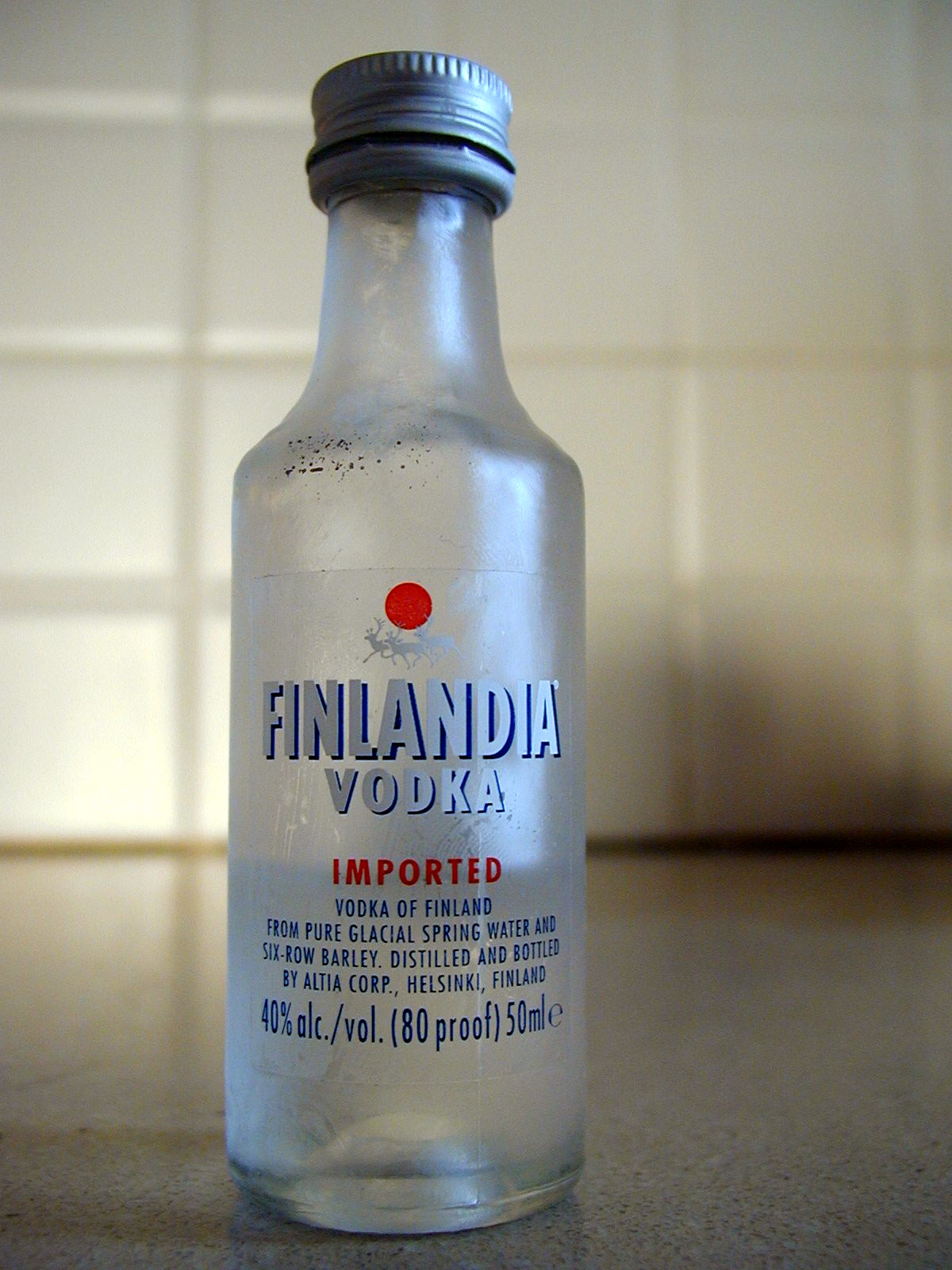

الكسر الحجمي في الكيمياء (يرمز له φi) لمركب i يعرّف على أنه حجم المكوّن Vi مقسوماً على حجم كل مكوّنات المزيج V قبل إجراء عملية المزج.
{\displaystyle \phi _{i}={\frac {V_{i}}{\sum _{j}V_{j}}}}
بالتالي، فإن الكسر الحجمي هو كمية لا بعدية، ويعبر عنه بالأرقام؛ مثلاً 0.36، وعند ضرب الكسر الحجمي بمقدار 100 نحصل على ما يعرف باسم النسبة المئوية الحجمية والتي يرمز لها Vol.-% مثلاً 36% حجماً.

## المفهوم الرياضي
إن مفهوم الكسر الحجمي يتطابق مع مفهوم التركيز الحجمي في المحاليل المثالية، حيث أن حجوم جميع المكوّنات عبارة عن مقادير جمعية، أي أن حجم محلول المزيج يساوي مجموع أحجام مكوّناته.
في الحالة المثالية، فإن مجموع كل الكسور الحجمية للمكوّنات يعطي 1
{\displaystyle \sum _{i=1}^{N}V_{i}=V;\qquad \sum _{i=1}^{N}\phi _{i}=1}

## اقرأ أيضاً
- كسر كتلي
- كسر مولي
- تركيز الكتلة
- تركيز مولي